# عبد الواحد المخلوع
أبو محمد عبد الواحد بن يوسف بن عبد المؤمن (اغتيل في شعبان سنة 621 هـ) الملقب بالمخلوع، هو الخليفة الموحدي السادس. أقامه الموحدون مكان الخليفة أبي يعقوب يوسف المستنصر، الذي توفي سنة 620 هـ دون عقب.

## خلعه
بعد تولية أبي محمد عبد الواحد الخلافة، ظهر بالأندلس مُطالب بالخلافة هو أبو محمد عبد الله بن يعقوب المنصور، والي مرسية، الذي أعلن نفسه خليفة للموحدين ولقب نفسه بالعادل، وذلك في شهر صفر سنة 621 هـ، وأيدته في دعوته معظم القواعد الأندلسية الكبرى، وكان ولاة قرطبة وغرناطة ومالقة وإشبيلية يومئذ من إخوته، أولاد الخليفة أبي يوسف المنصور.
سار العادل إلى إشبيلية، وهناك وصلته بيعات أهل مراكش وبلاد المغرب، وقام أشياخ الموحدين بمراكش بخلع الخليفة أبي محمد عبد الواحد، ثم دبروا قتله غيلة في شعبان سنة 621 هـ، وعندئذ قرر العادل العبور إلى المغرب، وترك أخاه أبا العلاء إدريس بن المنصور واليًا لإشبيلية، وهي يومئذ قاعدة الحكم الموحدي بالأندلس.